# Ruanda történelme
Ruanda őslakosai a pigmeusok, a twa nép, amely valószínűleg már 35 000 éve él azon a területen. A jelenlegi lakosság a banyarwanda nép. Banyarwanda kinyarwanda nyelven azt jelenti: „Ruanda népe”. A banyarwandáknak közös a kultúrájuk, nyelvük, ugyanott élnek mind.
Az európaiak érkezésekor létező Ruandai Királyság kiterjedt a mai Ruandára és a Kongói Demokratikus Köztársaság Kivu-tó környéki területére. Erősen rétegzett társadalma volt, amelynek saját vallása és alapító mítoszai voltak. A társadalom három osztálya adót fizetett a királynak cserébe a védelemért és más célokra. Azok a tuszik, akik elvesztették állataikat járványos állatbetegség, például marhavész miatt, hutukká váltak, míg azok a hutuk, akik szert tettek marhákra, tuszik lettek. Így volt átjárás a társadalmi rétegek között. Ennek a társadalmi mobilitásnak a gyarmati igazgatás vetett véget. [forrás?] A gyarmatosítók szemében a társadalmi rétegződés etnikai különbségként jelent meg.
Ruanda egyike azon kevés afrikai államoknak, melyek megtartották ősi határaikat. A Ruandai Királyság – amelyet a tuszi királyi család kormányzott – irányította a régiót egész ismert történelem során. Bár az arisztokráciát nagyrészt a tuszik alkották, az etnikai határ nem volt markáns. Sok hutu volt a nemességben, és a vegyesházasságok is jelentősek voltak. A tuszik a népesség 15-18%-át adták, többségük állattenyésztő vagy egyszerű földműves volt, mint a hutuk többsége.

## A gyarmati kor

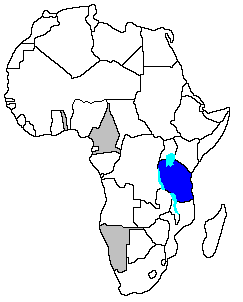
Ruanda, a Német-Kelet-Afrika részeként (1920 előtt)

1880-ban a brüsszeli konferencián az országot a németeknek adták, de a század végéig nem volt jelentős német jelenlét.
A Tanganyika térségében élő főnökökkel aláírt 1884-1885-ös szerződések után Németország Tanganyikát, Ruandát és Burundit saját területének tekintette. Von Götzen gróf a tuszi mwami-val (királlyal) először 1894-ben találkozott. A Kelet-Afrikában állomásozó 2500 katonájával Németország kevés változást ért el a térség társadalmi szerkezetében, még annyit se Ruandában. A mwami 1895-ös halála után nyugtalan időszak következett. 1897-98-tól kezdődően érkeztek németek és misszionáriusok Tanganyika felől.
1899-ben a németek valamivel nagyobb befolyást szereztek a helyi ügyekben, felügyelőket neveztek ki a helyi főnökök mellé. 1905-1907-ben Tanganyikában egy jelentős felkelést kellett leverniük. Ez volt a Maji Maji háború. 1910. május 14-én Brüsszelben az európai hatalmak rögzítették Uganda, Kongó és Német Kelet-Afrika határait, beleértve Tanganyikát és Ruanda-Urundit. 1911-ben a németek segítették a tuszikat leverni a hutuk lázadását Ruanda északi részén, így nem tudták lerázni a központi tuszi hatalmat.
Az első világháborúban belga csapatok érkeztek Kongóból Németország kelet-afrikai gyarmataira. Miután Németország elvesztette a háborút, Belgiumot hatalmazta fel a Népszövetség 1923-ban Ruanda-Urundi kormányzására. Közigazgatásilag Kongóhoz csatolták. Tanganyika és a többi német gyarmat Nagy-Britanniához került.
A belgák sokkal jobban beavatkoztak a helyi ügyekbe, mint a németek, felügyeletük alá vonták az oktatást és a mezőgazdaságot. Az utóbbi különösen fontos volt 1928-29-ben és 1943-ban, amikor aszály, majd azt követően éhínség sújtotta az országot. Ezek az éhínségek a ruandaiak nagyarányú vándorlását váltották ki a szomszédos Kongóba.
A belgák igyekeztek egyszerűsíteni a dolgokat: a nagyobb részben tuszi elitet átalakították kizárólagosan tuszi elitté, ahol a társadalmi pozíciót az etnikai hovatartozás határozta meg. Az embereket az általuk birtokolt marhák száma szerint rangsorolták. Akinek tíz vagy több marhája volt, az arisztokrata tuszi lett. 1935-től a „tuszi”, „hutu” és „twa” megjelölés szerepelt a személyi igazolványban. A gyarmati igazolványok az etnikai hovatartozást használták osztályozásra, annak ellenére, hogy a tuszi és a hutu kulturális jellemzők több helyen is azonosak voltak, többek között megegyeztek a geográfiai és a nyelvi tényezők, valamint a hagyományok. A tuszik élvezték a privilegizált helyzetüket a belga uralom idején, és képesek voltak biztosítani a jobb munkát és a jobb oktatást a következő húsz évre.
Vannak azonban olyan vélemények is, hogy eredetileg a tuszik hamiták, és a hutuk bantuk, tehát a keveredés előtt két, jól elkülöníthető etnikum voltak. A CIA Factbook ma is használja ezt a besorolást.
1926-ban a belgák megszüntették a „földfőnök”, a „marhafőnök” és a „katonafőnök” helyi tisztségeit és a hutuk számára korlátozott beleszólást engedtek a földhasználatba. Az 1920-as években a belgák végül megsegítették az északnyugati hutu királyságokat, amelyek helyben a hatalom birtokosai voltak, és nem álltak a tuszi királyi központ hatalma alatt. A nagy, centralizált tuszi királyság széttagolódott apró főnökségekre.
A királyság szétdarabolódása feldühítette IV. Yuji mwamit, aki úgy hitte, elég hatalommal rendelkezik a központosításhoz a belgák akarata ellenére is. 1931-ben a tuszik összeesküdtek a belga adminisztráció ellen, de veszítettek, és a tuszi Yuhi mwamit a belgák megfosztották a trónjától. A tuszik felkelést terveztek a belgák ellen, de belátva azok katonai fölényét, nyíltan nem lázadtak fel.
Az oktatási rendszert a római katolikus egyház működtette, amely elismerte és megerősítette az etnikai osztályozást. Mindegyik csoportnak külön oktatási rendszert állítottak fel. Az 1940-es és 1950-es években a diákok óriási többsége tuszi volt. 1943-ban III. Mutari mwami volt az első tuszi uralkodó, aki áttért a katolikus vallásra.
A második világháború után Ruanda-Urundi ENSZ gyámsági terület lett Belgium igazgatása alatt.
A belga igazgatás folyamatosan a tuszi arisztokráciától függött az adók behajtásában és a belga politika végrehajtásában. Fenntartották a tuszi dominanciát a helyi igazgatásban és a gyarmatosítók céljai érdekében kiterjesztették a tuszi királyságok közmunka-rendszerét. Az Egyesült Nemzetek Szervezete később bírálta ezt a politikát, és követelte a hutuk nagyobb bevonását a helyi ügyekbe. 1954-ben Ruanda-Urundi tuszi monarchiája kikerült a közvetlen belga ellenőrzés alól. Ugyanakkor az uralkodó beleegyezett az addig a hutukat sújtó kényszermunka-rendszer (ubuhake és uburetwa) felszámolásába.
Az 1950-es években és az 1960-as évek elején a pánafrikanizmus hulláma söpört végig Közép-Afrikán. Ennek olyan vezetői voltak, mint Julius Nyerere Tanzániában és Patrice Lumumba Kongóban. Antikolonialista érzelmek lángoltak fel, széles körben elfogadottá vált valamennyi afrikai egységének és egyenlőségének szocialista nézete. Nyerere bírálta az oktatási rendszer elitizmusát, amit a hutuk úgy értettek, hogy elítéli hazájuk oktatási rendszerét, amely a tuszi elitet szolgálta. A pánafrikanizmus elterjedésével a hutuk bírálták a római katolikus egyházat, amely a keresztény belgákat rémülettel töltötte el. A hutuk egyre nyíltabban gyűlölték a tuszi arisztokratákat. Az ENSZ-mandátum puszta léte, a tuszi arisztokrácia és a belga igazgatás hatásai egymást erősítve fokozták az elégedetlenséget. A hutu emancipáció mozgalmának élén Gregoire Kayibanda, a PARMEHUTU alapítója állt, aki 1957-ben írta meg a „Hutu Kiáltványt”. A csoport gyorsan katonai jellegűvé vált. Válaszként, 1959-ben a tuszik megalapították az UNAR pártot. Követelték az azonnali függetlenséget a létező tuszi monarchia alapján. Ez a csoport is gyorsan katonai jellegű lett.  Összecsapások robbantak ki az UNAR és a PARMEHUTU osztagai között. 1959 júliusában a tuszi III. Mutara király egy flamand orvostól rutin védőoltást kapott Bujumburában, és röviddel utána meghalt. A ruandai tuszik gyilkosságra gyanakodtak. Öccse, féltestvére lett a következő tuszi király, V. Kigeli.
1959 novemberében tuszik megvertek egy hutu politikust, Dominique Mbonyumutwa-t. Ezután az erőszak hulláma - a „rombolás szele” - sújtotta a tuszikat. Sok tuszit megölték, akik, a királyt is beleértve, ezrével menekültek a szomszédos Ugandába. Belga kommandók állították helyre a rendet. A tuszi vezetők sok belgát azzal vádoltak, hogy felbujtották a hutukat. Tuszik menekültek Kongó déli Kivu tartományába is, ahol a banyamulenge nevet kapták. Később nagy szerepet játszottak az első és a második kongói háborúban.
A belga gyarmatosítást – mind Ruandában és Burundiban, mind Belga Kongóban – brutalitással és hozzá nem értéssel jellemzik. Sokan azzal vádolják a belga rendszert, hogy teljesen felkészületlenül hagyta a gyarmatokat a felszabadulásra. Mindhárom ország történelme erőszakkal és szomorúsággal teli a felszabadulásuk óta. A britek által irányított Nagy Tavak régió (Tanzánia és Uganda) nem szenvedett hasonló erőszaktól.

## A függetlenség elnyerése
A második világháború után a ruandai belga gyarmati közigazgatás az ENSZ ellenőrzése alá került, és így azt várták tőle, hogy felkészíti Ruandát a függetlenségre. A belga kivonulás előtti 1959-es választásokon a nacionalista Hutu Felszabadítási Mozgalom Pártja (PARMEHUTU) győzött. Elindítottak egy programot a hutu többség felemelkedésének gyorsítására, és a tuszik háttérbe szorítására, amit a nyugat elnézett. A gyarmatosító erők kegyét élvező tuszik helyzete megváltozott: feudális hűbérurakként tekintettek rájuk. A folyamatok erőszakhoz vezettek. 20 000 tuszit öltek meg, és 200 000 menekült el a környező országokba.
1960-ban a belga kormány beleegyezett, hogy demokratikus helyi választásokat tartsanak Ruanda-Urundiban, ahol a hutu többség hutukat választott meg. Hirtelen esélye lett annak az évszázados hatalmi struktúra megszüntetésének, amelyben a tuszi felsőbbség tartotta fenn a monarchiát. Ruanda-Urundi függetlenné válásakor a tuszi-hutu hatalommegosztás sikertelen maradt, amely magában hordta az erőszak eszkalálódásának esélyét.
A két etnikai csoport közötti erőszak akkor kezdődött, amikor a tuszik a belga gyarmati uralom megszüntetését kezdték követelni az 1950-es években. A belgák a hutukat pártolták, mert őket könnyebben lehetett kontrollálni. Ezért megkezdték a tuszi főnökök lecserélését hutukra. Ezzel aztán mindkét csoport elégedetlenségét kiváltották.
A belga kormány az Egyesült Nemzetek Szervezete jóváhagyásával két külön országra osztotta Ruanda-Urundit: Ruandára és Burundira. A függetlenség előkészítéseként 1961-ben mindkét országban választásokat tartottak.
A ruandaiak a tuszi monarchia megszüntetése és a köztársasági államforma mellett szavaztak. Dominique Mbonyumutwa, aki túlélte a korábbi támadást, az átmeneti kormány első elnöke lett.
Burundi alkotmányos monarchia maradt, és 1961-ben, a függetlenséget előkészítő választások után a király fia, Louis Rwagasore lett a miniszterelnök. Ő korábban népszerű politikus és antikolonialista agitátor volt. Nem sokkal később meggyilkolták. A monarchia a katonaság támogatásával megőrizte uralmát az ország felett, és 1965-ig nem tartottak több választást.
1962. július 1-jén Belgium, az Egyesült Nemzetek Szervezete felhívására, garantálta a két ország teljes függetlenségét. Ruandában köztársasági kormány alakult a Hutu Egyenlőségi Mozgalom Pártja (PARMEHUTU) többségével. Ez a párt teljesen ellenőrzése alatt tartotta akkoriban az ország politikai életét.
1963-ban a tuszi gerillák behatolása Burundiból a ruandai kormányt tusziellenes visszacsapásra késztette, amelynek során nagyjából 14 000 embert gyilkoltak meg. Végül a Tanzániában állomásozó brit tengerészgyalogosok bevonultak Ruandába, és megállították a vérengzést. Mindezek következményeként megszűnt a két ország közötti korábbi gazdasági unió, és elmérgesedett a kétoldalú viszony. Ruanda a hutuk által irányított egypárti állam lett.
Ruandában a hutu Gregoire Kayibanda, a PARMEHUTU alapítója lett az első elnök (1962-1973), őt a hutu Juvenal Habyarimana (elnök 1973-1994 között) puccsal távolította el 1973-ban. Habyarimana arra hivatkozott, hogy elődjének kormányzata nem elég hatékony, mert kegyencek rendszere. Habyarimana saját politikai pártjának tagjait helyezte a kormányba. Ez a puccs részben válasz volt az 1972-es burundi népirtásra, ami hutu menekülthullámot és azt követően társadalmi elégedetlenséget váltott ki. Habyarimana rezsimjének kezdeti szakaszában Ruandában viszonylagos gazdasági prosperitás volt.
Ruandában 1990-ben polgárháború, 1994-ben példátlan népirtás, és ezt követően menekültválság zajlott, amelyek során kb. 1,5 millió ember halt meg.